# 65e division d'infanterie (France)
Pour les articles homonymes, voir 65e division.
La 65e division d'infanterie (65e DI) est une division d'infanterie de l'armée de terre française qui a participé à la Première et à la Seconde Guerre mondiale.

## Les chefs de la65edivisiond’infanterie

### 1914-1918
- 2 août - 19 septembre 1914 : général Bizot
- 19 septembre 1914 - 8 février 1915 : général Le Gros
- 8 février 1915 - 14 mai 1916 : général Pentel
- 14 mai 1916 - 15 juillet 1918 : général Blondin
- juillet - août 1918 : général Goybet

### 1939-1940
- 1939 : général Paquet
- 1939 - 1940 : général de Saint-Julien

## Première Guerre mondiale

### Composition

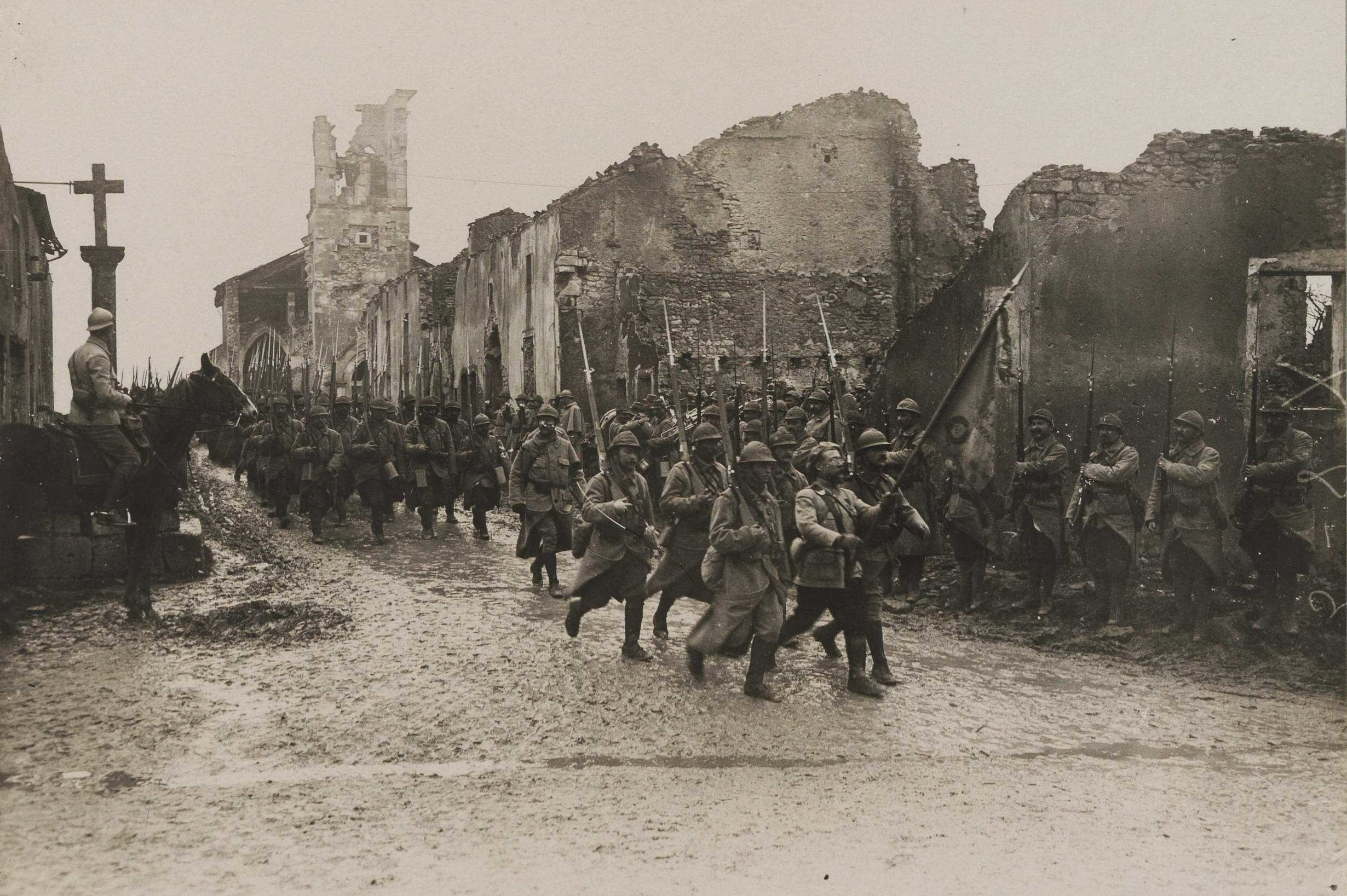
Le défile à Limey (Meurthe-et-Moselle) le 4/3/1916.

Elle est constituée des unités suivantes :
- 129e brigade[1] :
  - 46e bataillon alpin de chasseurs à pied d’août à septembre 1914
  - 64e bataillon alpin de chasseurs à pied d’août à septembre 1914
  - 67e bataillon alpin de chasseurs à pied d’août à septembre 1914
  - 34e régiment d’infanterie coloniale d’août 1914 à juin 1915
  - 311e régiment d’infanterie d’août 1914 à août 1918
  - 312e régiment d’infanterie d’août 1914 à janvier 1917 (dissolution)
  - 302e régiment d’infanterie de juin 1915 à juin 1916 (dissolution)
- 130e brigade[1] :
  - 47e bataillon alpin de chasseurs à pied d’août à septembre 1914
  - 63e bataillon alpin de chasseurs à pied d’août à septembre 1914
  - 38e régiment d’infanterie coloniale d’août 1914 à juin 1915
  - 203e régiment d’infanterie d’août 1914 à août 1918
  - 341e régiment d’infanterie d’août 1914 à août 1918
  - 304e régiment d’infanterie de juin 1915 à juin 1916 (dissolution)
- Cavalerie divisionnaire[1] :
  - Deux escadrons du 11e régiment de hussards d'août 1914 à mai 1916
  - Deux escadrons du 24e régiment de dragons à partir de juin 1916
- Artillerie[1],[2] :
  - Deux groupes (de 65) du 2e régiment d'artillerie de montagne en août 1914
  - groupe de renforcement (de 75) du 55e régiment d'artillerie de campagne d'août 1914 à avril 1917 (passe au 255e RAC)
  - groupe de renforcement (de 75) du 26e régiment d'artillerie de campagne de septembre 1914 à avril 1917 (passe au 255e RAC)
  - 4e groupe (de 120B puis de 90) du 3e régiment d'artillerie lourde d'octobre 1914 à novembre 1915 (passe au 55e RAC)[3],[4]
  - 4e groupe (de 90) du 55e régiment d'artillerie de campagne de novembre 1915 à avril 1917 (passe au 255e RAC)[4]
  - 1er, 2e et 3e groupes (de 75) du 255e régiment d'artillerie de campagne d'avril 1917 à août 1918[5]

Les deux brigades sont dissoutes en janvier 1917 et l'infanterie est regroupée au sein de l'infanterie divisionnaire.

### Historique
- Certaines informations devraient être mieux reliées aux sources mentionnées dans la bibliographie ou les liens externes. Améliorez sa vérifiabilité en les associant par des références. (Marqué depuis décembre 2020)
- Elle contient une ou plusieurs listes. Le texte gagnerait à être rédigé sous la forme d’un ou plusieurs paragraphes synthétiques, afin d’être plus agréable à lire. (Marqué depuis décembre 2020)

#### 1914
- 2 août : mobilisée dans la 15e région. La 65e DI est une division de réserve, également appelée 65e division de réserve, et constituée de deux brigades : 129e brigade, du général Beaugillot et 130e brigade, du colonel Thiebault.
- 19 - 24 août : transport par VF dans la région de Saint-Mihiel.
- 24 - 29 août : mouvement vers les Hauts-de-Meuse. À partir du 26, occupation et organisation d'une position vers Creuë et Saint-Maurice.
- 29 août - 2 septembre : mouvement, par Douaumont, vers Beaumont : combats vers Gremilly, Flabas et Moirey.
- 2 - 7 septembre : repli vers la région Louvemont, Bras-sur-Meuse, et transport par VF dans celle de Lamorville ; puis mouvement vers Beauzée-sur-Aire.
- 7 - 10 septembre : engagée dans la Bataille de Revigny (1re Bataille de la Marne) : combats vers Amblaincourt, Beauzée-sur-Aire et Deuxnouds-devant-Beauzée ; le 10, combat de Séraucourt.
- 10 – 23 septembre : retrait du front et repos vers Longchamps-sur-Aire.
  - À partir du 13, mouvement vers les Hauts-de-Meuse, en direction d'Haudiomont.
  - À partir du 20 septembre, occupation d'un secteur vers Ville-en-Woëvre et Braquis, puis vers Beaumont et Ornes.
- 23 – 29 septembre : retrait du front et transport par voie ferrée dans la région de Bannoncourt. À partir du 24, occupation de la rive gauche de la Meuse, vers Rouvrois-sur-Meuse et Chauvoncourt : 25 septembre, perte du fort du Camp-des-Romains ; les 26 et 27 septembre, attaques françaises sur Chauvoncourt, et le 29 sur Dompcevrin.
- 29 septembre 1914 – 3 juin 1915 : stabilisation du front et occupation d'un secteur vers Maizey et les Paroches, étendu à droite, le 3 novembre, jusque vers Kœur-la-Grande : 12 octobre, attaque française sur Chauvoncourt ; les 16, 17 et 18 novembre, nouvelles attaques françaises vers Chauvoncourt.
  - En avril 1915, prête à intervenir, dans son secteur, pendant la 1re Bataille de la Woëvre ; non engagée.

#### 1915
- 3 – 6 juin : retrait du front, puis à partir du 5 juin, transport par VF au nord de Toul.

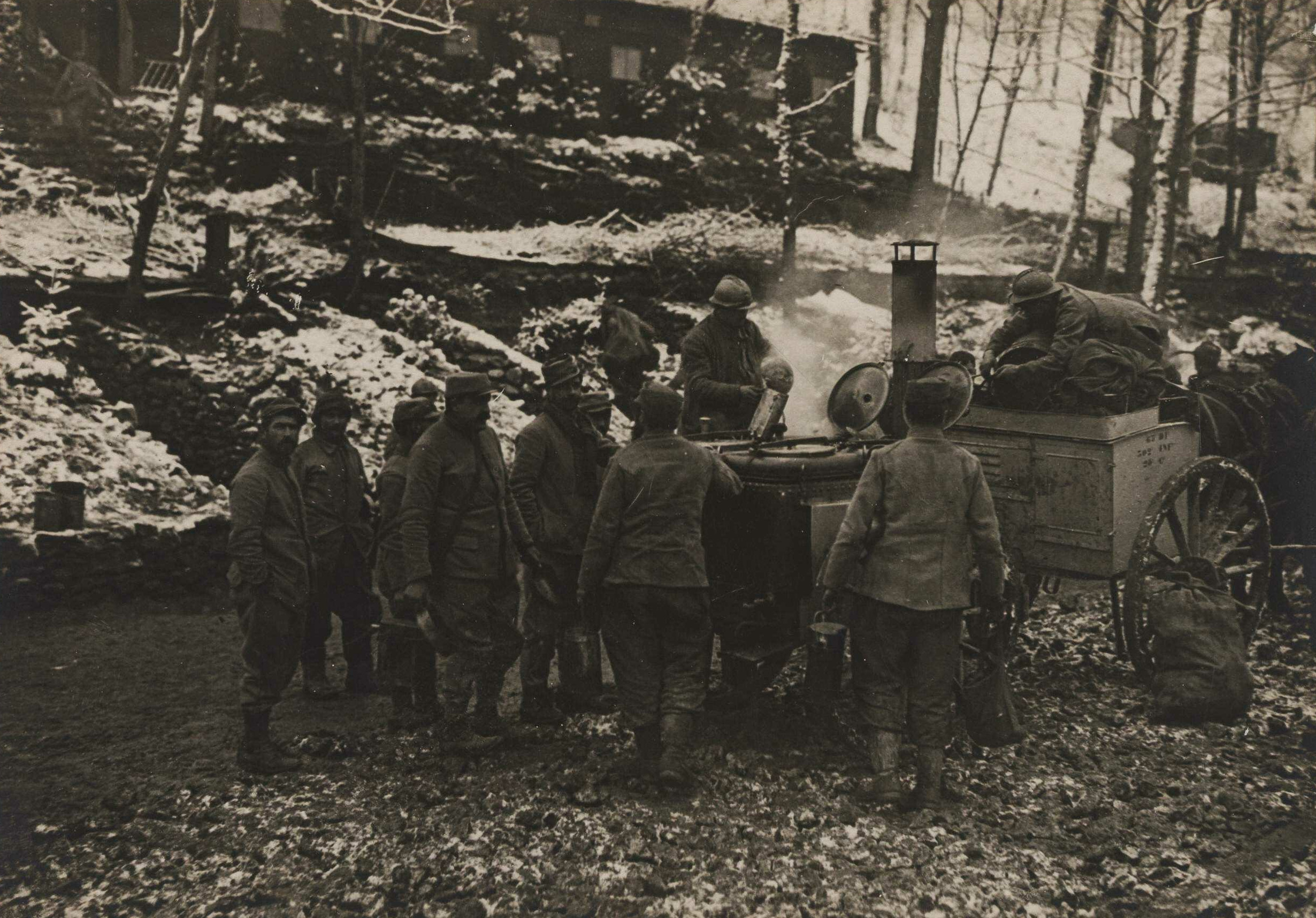
Distribution de soupe au, au vallon de Jolival (commune de Regniéville), 10/2/1916.

- 5 juin 1915 – 20 mai 1916 : mouvement vers le front et occupation d'un secteur vers Regniéville-en-Haye et Fey-en-Haye.

#### 1916
- 20 mai – 4 juin : retrait du front ; repos près de Toul.
  - À partir du 23 mai, mouvement vers le camp de Saffais ; instruction.
  - À partir du 2 juin, transport par VF dans la région de Bar-le-Duc, puis transport par camions dans celle de Verdun.
- 4 juin – 29 septembre : engagée dans la Bataille de Verdun, vers Chattancourt et la Hayette :
  - 15 juin : attaque allemande.
  - 18 septembre : attaque française.
- 29 septembre – 11 octobre : retrait du front et mouvement vers la région de Vaubécourt ; repos.
- 11 octobre 1916 – 11 janvier 1917 : transport par camions dans la région de Verdun et occupation d'un secteur entre la Hayette et la Meuse, vers Charny : 28 décembre, attaque allemande sur le Mort-Homme.

#### 1917
- 11 – 15 janvier : retrait du front et repos vers Nixéville.
- 15 janvier – 26 septembre : mouvement vers le front, et à partir du 17 janvier, occupation d'un secteur en Argonne, entre l'Aire et le Four de Paris lieu-dit sur la commune de Vienne-le-Château, Marne.
- 26 septembre – 26 octobre : transport vers Mailly-le-Camp ; repos et instruction.
- 26 octobre – 2 novembre : mouvement par étapes vers la région d’Épernay, Dormans, puis, à partir du 28, embarquement à destination de l'Italie.
  - À partir du 31 octobre, débarquement dans la région de Brescia.
- 2 novembre – 2 décembre : mouvement, par étapes entrecoupées de repos, vers le front.
  - 25 novembre : transport par camions dans la région de Malo, Vicence.
- 2 décembre 1917 – 30 janvier 1918 : mouvement vers Tezze, puis occupation d'un secteur vers Pederobba et Rivasecca (rive droite du Piave).

#### 1918

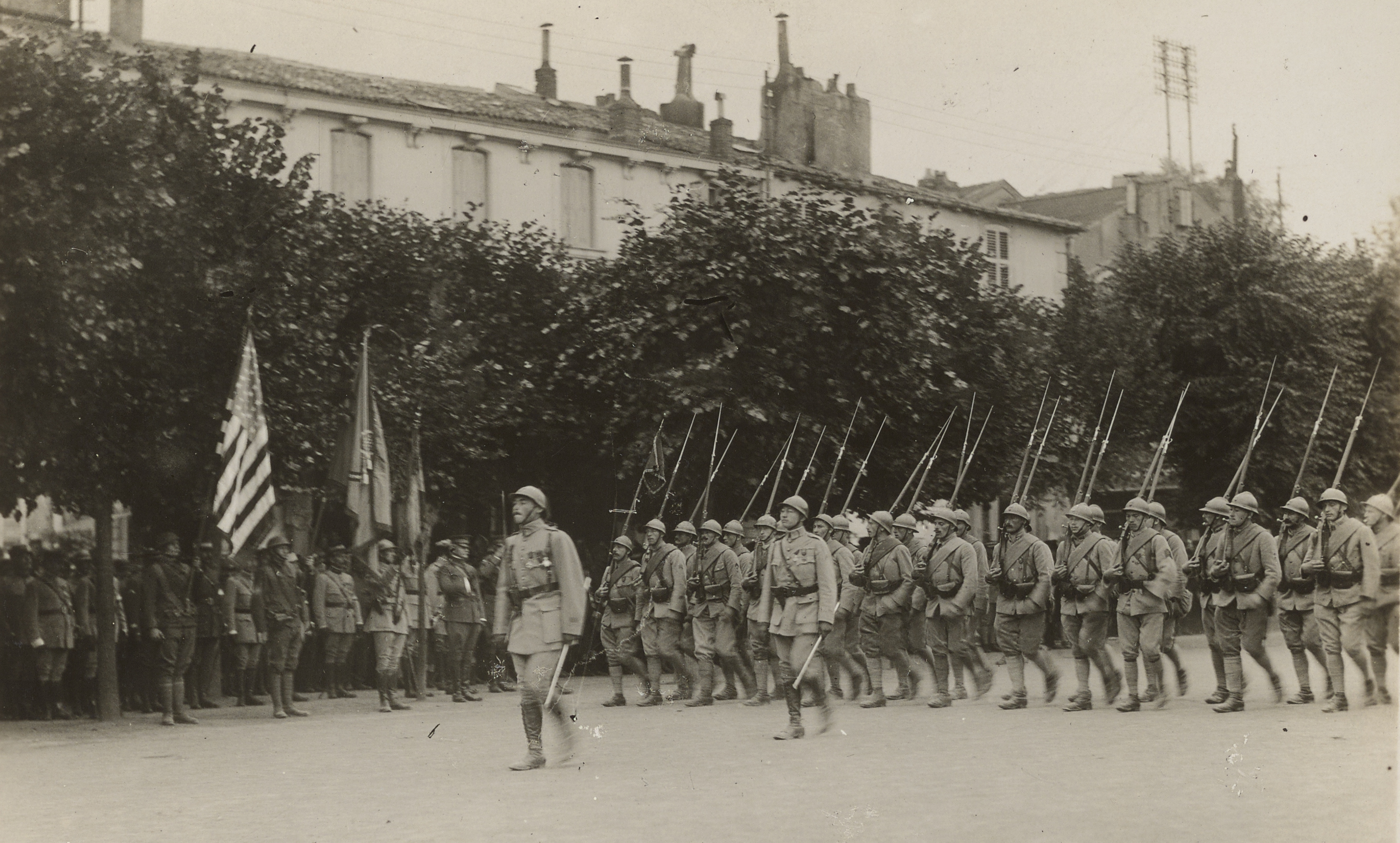
Le défile à Toul le 14/7/1918.

- 30 janvier – 26 mars : retrait du front, puis mouvement par étapes vers Sommacampagna ; repos et instruction : reconnaissance vers le Haut-Adige.
- 26 mars – 8 avril : transport par VF en France, dans la région de Beauvais.
  - 5 avril : transport par camions vers Saint-Sauflieu ; travaux vers Cottenchy, Guyencourt et Estrées-sur-Noye.
- 8 avril – 18 mai : occupation d'un secteur vers Mailly-Raineval et Thory. Engagée dans la 2e Bataille de Picardie : consolidation du front, les 11 et 18 avril, combats à l'ouest de Mailly-Raineval, et, les 2 et 11 mai, vers le bois de la Gaune.
- 18 mai – 1er juin : retrait du front et repos vers Breteuil. À partir du 21 mai, transport par voie ferrée dans la région de Toul ; repos.
- 1er juin – 4 août : occupation d'un secteur vers le bois de la Prête et Limey, déplacé à droite, du 29 juin au 18 juillet, dans la région de Regniéville-en-Haye en Meurthe-et-Moselle.
- 4 août 1918 : dissolution de la 65e D.I. : qui devient la 2e division marocaine

#### Rattachements
Affectation organique :
- Mobilisation : Isolée
- octobre 1914 : 3e groupe de divisions de réserve
- novembre 1914 : Isolée
- décembre 1914 : 6e corps d’armée
- janvier 1915 : Isolée
- mai 1916 : 31e corps d’armée

Par armée :
- 1re armée
  - 3 novembre – 13 décembre 1914
  - 8 janvier 1915 – 22 mai 1916
  - 6 avril – 20 mai 1918
- 2e armée
  - 16 – 18 septembre 1914
  - 3 juin 1916 – 26 septembre 1917
- 3e armée
  - 27 août – 15 septembre 1914
  - 19 septembre – 2 novembre 1914
  - 14 décembre 1914 – 7 janvier 1915
- 4e armée
  - 27 septembre – 26 octobre 1917
- 5e armée
  - 27 octobre 1917
  - 2 – 5 avril 1918
- 8e armée
  - 21 mai – 4 août 1918
- 10e armée
  - 28 octobre 1917 – 27 mars 1918
- Armée des Alpes
  - 2 – 16 août 1914
- Armée de Lorraine
  - 26 août 1914
- Détachement d'armée de Lorraine
  - 23 mai – 2 juin 1916
- Intérieur
  - 17 – 21 août 1914

## Seconde Guerre mondiale
La division est recréée à la mobilisation de 1939. De réserve série B, type montagne, elle est composée des : 
- 54e groupe de reconnaissance de division d'infanterie (54e GRDI)
- 203e régiment d'infanterie alpine (203e RIA)
- 42e demi brigade de chasseurs alpins (42e DBCA) composée des 89e, 98e et 100e BCA
- 46e demi brigade de chasseurs alpins (46e DBCA) composée des 102e, 104e et 105e BCA
- 96e régiment d'artillerie de montagne (96e RAM)
- 296e régiment d'artillerie lourde divisionnaire (296e RALD)

Rattachée au 15e corps d'armée qui fait partie de l'armée des Alpes, la division est positionnée dans les vallées de la Vésubie et de la Tinée. Pendant l'offensive italienne de juin 1940, la division n'est pas située sur l'axe principal d'attaque mais ses sections d'éclaireurs-skieurs et son artillerie repoussent des infiltrations de l'armée italienne.